# Tamar Seideman
Tamar Seideman  (* 26. November 1959 in Gezer (Israel)) ist eine israelische Chemikerin und Hochschullehrerin an der Northwestern University in Illinois (USA). Ihre Forschungsschwerpunkte liegen auf den Gebieten des Quantentransports, der molekularen Elektronik und der Nanochemie.

## Werdegang
Seideman studierte Chemie an der Tel Aviv University. Sie promovierte 1989 am Weizmann Institute of Science unter Moshe Shapiro zur Quantentheorie der Laserkatalyse. Anschließend wechselte sie als Weizmann Postdoctoral Fellow und Fulbright Postdoctoral Fellow an die University of California in Berkeley und arbeitete dort mit William H. Miller an theoretischer Chemie. Im Jahr 1992 wechselte sie als Principal Investigator an das NASA Ames Research Center in Mountain View (USA). Ein Jahr später wechselte sie an das National Research Council of Canada in Ottawa. Zeitgleich war sie von 1996 bis 2003 als Professorin an die Queen’s University in Kingston berufen.
Ab 2003 wurde sie Professorin für Chemie an der Northwestern University. Im Folgejahr wurde sie zusätzlich als Professorin für Physik berufen. Seit 2014 ist sie Dow Chemical Company-Professorin für Chemie und Professorin für Physik an der Northwestern University.

## Forschung
Seideman wendet quantenmechanische Methoden und Chemoinformatik an, um die spannungs-induzierten Dynamik in molekularen, elektronischen Geräten zu verstehen. Sie interessiert sich sowohl elektronische als auch nukleare Freiheitsgrade und untersucht Elektronentransport mithilfe von Streuspektroskopien. Seideman hat die kohärente Kontrolle untersucht, die sowohl in Halbleitertechnologien, als auch in der molekularen Gasphasendynamik und in der Biologie eingesetzt werden kann. Sie zeigte auch, dass man Licht mithilfe von Nanopartikel-Arrays leiten kann, um benutzerdefinierte Nanoplasmonik zu erstellen. Dies beinhaltete die Laserausrichtung, die molekularen Schichten eine „Long-Range“ Orientierungsordnung verleihen kann. In dichten molekularen Anordnungen kann diese Ausrichtung zu einem kollektiven Phänomen mit „Long-Range“ Translations- und Orientierungsordnung werden. In mehratomigen Molekülen kann diese Ausrichtung verwendet werden, um Torsionsbewegungen zu steuern, die den Ladungstransfer in Lösungen und in Festkörpern beeinflussen können. Seideman Theorie ist, dass diese kohärente Kontrolle verwendet werden, um molekulare Maschinen anzutreiben. Zusätzlich hat sie gezeigt, dass es möglich ist, ein Rastertunnelmikroskop zur Steuerung von Oberflächenreaktionen zu verwenden.
Ihre jüngsten Arbeiten haben theoretische und rechnerische Modelle entwickelt, um die Eigenschaften elektronischer Geräte im Nanobereich zu steuern. Dies beinhaltete eine Untersuchung des Ladungstransports durch Materialien im molekularen und Nanobereich, um die Effizienz von Solarzellen zu verbessern. Um die Ladungstransportmechanismen zu verstehen, hat sie das optisch induzierte Tunneln durch diese Materialien untersucht.

## Auszeichnungen
- 2015–2018 Weston Professorship des Weizmann Institute of Sciences in Israel
- 2013 Mildred Dresselhaus Award for Senior Scientists
- 2011 Mitglied der Nationalen Akademie der Wissenschaften Leopoldina[4]
- 2011 Sackler Award
- 2011 Weizmann Institute Visiting Professor Fellowship, Rehovot, Israel
- 2008 Distinguished Lecturer, Windsor University, Canada
- 2007–2009 Weston Professorship
- 2004–2008 Forschungsstipendium der Alexander von Humboldt-Stiftung
- 2001 Fellow der American Physical Society[5]